# Indian Super League
Indian Super League (indická Superliga, zkratkou ISL, dříve oficiálně Hero Indian Super League) je nejvyšší fotbalovou soutěží Indie. Základní platforma vznikla 21. října 2013. Soutěže se v ročnících 2014 až 2016 účastnilo celkem 8 mužstev, liga probíhala cca od října do prosince. Pro sezonu 2017/18 byl rozšířen počet týmu na 10 a tím pádem se prodloužila i doba trvání na cca 5 měsíců. Příčinou vzniku indické Superligy byla snaha dostat fotbal v zemi na vrchol popularity, tomu mají pomoci i naverbované bývalé hvězdy světové kopané. Poslední tým ročníků sestupuje do I-League.
Historicky první titul v ISL získal 20. prosince 2014 klub Atlético de Kolkata po finálové výhře 1:0 nad Kerala Blasters FC.

## Týmy 2020/21
Mezi 11 týmů indické Superligy pro sezonu 2020/21 patří:
- ATK Mohun Bagan FC
- Bengaluru FC
- Chennaiyin FC
- FC Goa
- Hyderabad FC
- Jamshedpur FC
- Kerala Blasters FC
- Mumbai City FC
- NorthEast United FC
- Odisha FC
- SC East Bengal

## Herní systém
Z ISL se nesestupuje ani se do ní nepostupuje, jako je to běžné ve většině fotbalových lig. Zde bylo vytvořeno 8 nových klubů, které si draftovaly hráče. V sezoně 2017/18 se počet týmů rozšířil na 10.
Základní část 1. ročníku probíhala od 12. října do 10. prosince 2014. Hrálo se dvoukolově každý s každým, každý tým tedy odehrál 14 zápasů (7 v prvním a 7 v druhém kole). Každý den se odehrál 1 zápas ligy. Po skončení základní části následovala třídenní pauza, po níž se odehrálo play-off o titul mezi 4 nejlepšími celky základní části.
V druhém ročníku soutěže byl použit stejný herní systém, sezona probíhala od 3. října do 20. prosince 2015. Třetí ročník začal 1. října 2016, finále proběhlo 18. prosince téhož roku.
Pro ročník 2017/18 se navýšil počet klubů na 10, každý tým tedy odehrál 18 zápasů (9 na domácím a 9 na venkovním hřišti). Většina zápasů se odehrála ve středu, či v neděli. Pravidla pro play-off se však nezměnily, ze základní části tedy postupují 4 celky. Sezona byla zahájena 17. listopadu 2017 zápasem finalistů posledního ročníku, ATK hostí Kerala Blasters FC. Finále připadlo na 17. března 2018.

## Přehled finálových zápasů
Pozn.: vítěz je označen tučně.
- 2014: Atlético de Kolkata – Kerala Blasters FC 1:0[4]
- 2015: FC Goa – Chennaiyin FC 2:3[10]
- 2016: Kerala Blasters FC – Atlético de Kolkata 1:1, 3:4 na penalty[11]
- 2017/18: Chennaiyin FC – Bengaluru FC 3:2
- 2018/19: Bengaluru FC – FC Goa 1:0
- 2019/20: Chennaiyin FC – ATK 1:3